# Heinrich Jacoby

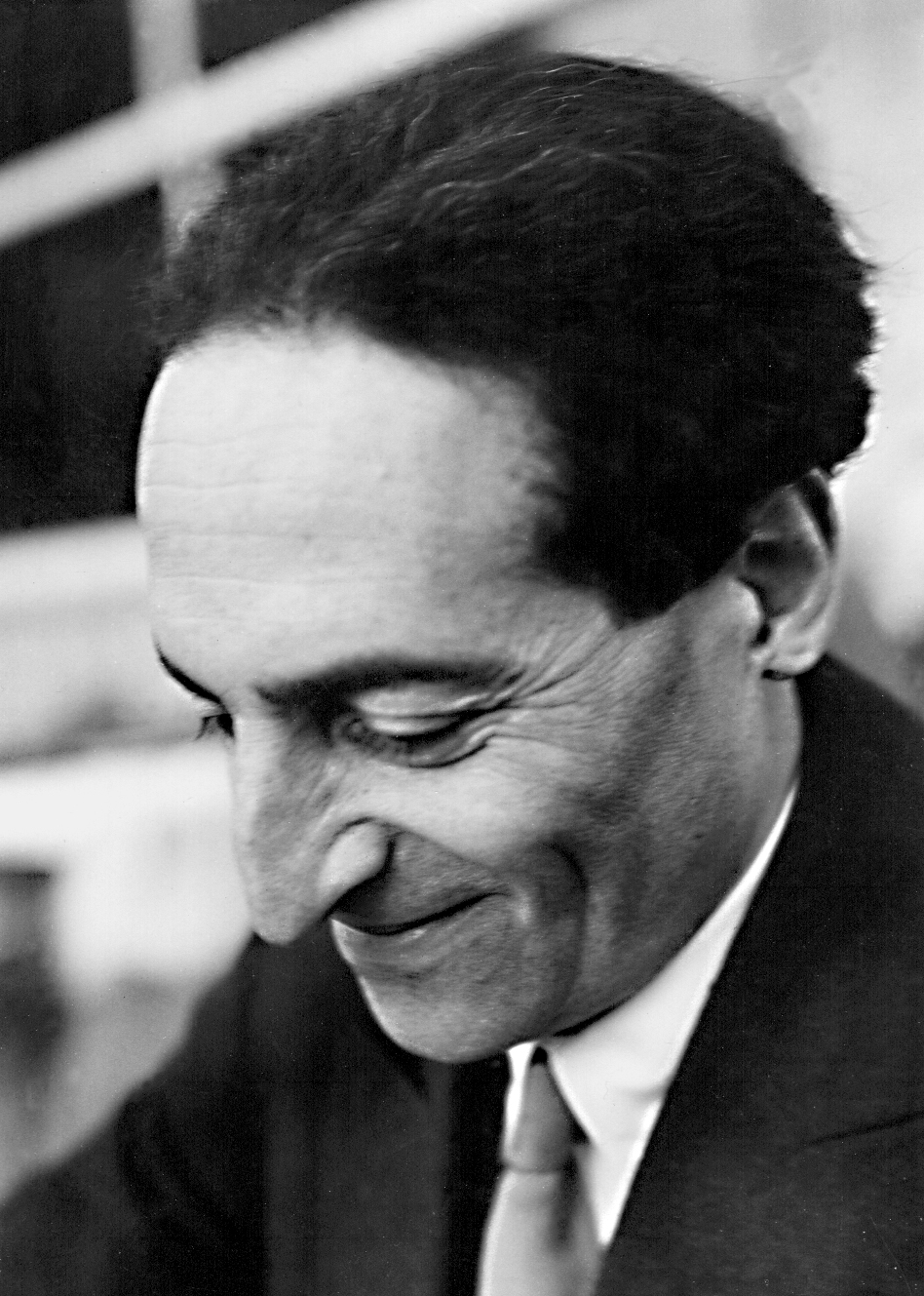
Heinrich Jacoby

Heinrich Jacoby (* 3. April 1889 in Frankfurt am Main; † 25. November 1964 in Zürich) war ein deutsch-schweizerischer Musiker und Begabungsforscher.

## Biografie
Obwohl Heinrich Jacoby schon als Jugendlicher gerne Musik studiert hätte, absolvierte er auf Wunsch seiner Eltern vorerst eine Lehre in einer Eisenwarenhandlung. 1907, nach Abschluss seiner Lehre, begann er sein Musikstudium bei Hans Pfitzner am Konservatorium Straßburg und schloss es 1913 ab. Während des Studiums war er am Straßburger Stadttheater – neben Wilhelm Furtwängler und Otto Klemperer als Kapellmeister und Regievolontär tätig. 1913 konnte er die Leitung der Lehrerbildung für Musik an der von Émile Jaques-Dalcroze gegründeten Bildungsanstalt für Musik und Rhythmus in Dresden-Hellerau übernehmen; während des Ersten Weltkriegs diente er zeitweise in der Armee. Von 1919 bis 1922 leitete er die Musikerziehung an der Odenwaldschule. 1924, während seiner Arbeit als Privatgelehrter in Berlin, traf er Elsa Gindler. Diese Begegnung war der Beginn einer intensiven Zusammenarbeit, die auch durch die 1933 erzwungenen Emigration von Jacoby in die Schweiz nicht unterbrochen wurde. Bis 1947 war sein Aufenthaltsstatus unsicher, er befasste sich zwar weiterhin mit seinen Untersuchungen und Studien, aber unter sehr erschwerten Bedingungen: Offiziell durfte er weder arbeiten noch publizieren, und nur dank Unterstützung verschiedener Persönlichkeiten (u. a. von Heinrich Hanselmann Professor am Heilpädagogischen Seminar in Zürich, und der Industriellenfamilie Matter in Kölliken) war es ihm möglich, gelegentlich Vorträge zu halten und Kurse zu geben. 1947 wurden die Auflagen aufgehoben, und 1955 wurde er Schweizer Bürger. Bis zu seinem Tode 1964 gab er Kurse über seine Erfahrungen und Erkenntnisse, die aus der Fragestellung resultierten, 

„wie wir trotz der erschwerenden Bedingungen unserer Gesellschaft die naturgegebenen zweckmäßigen Verhaltensweisen und schöpferischen Möglichkeiten dem Kind erhalten und als Erwachsene wiedergewinnen können?“

## Pädagogischer Ansatz
Jacoby erkannte aufgrund eigener Beobachtungen bei Jugendlichen und Erwachsenen, dass es (musikalische) Begabung im eigentlichen Sinne nicht gibt, sondern nur eine mehr oder weniger gelungene Entfaltung der eigenen Entwicklungsmöglichkeiten entsprechend der Einflussnahme von Erziehern, Lehrern und der Umwelt. Durch Vorschriften, ungeeignete Fragestellungen, voreilige Hilfestellungen und Problemlösungen wird die eigene Entfaltung gestört, der Mensch verliert die Fähigkeit und den Mut, selber auszuprobieren, zu improvisieren und spontan eigene Äußerungen zuzulassen, sei das nun im Bereich der Musik, der Bewegung oder des (sprachlichen) Ausdrucks.
In seinen Kursen versuchte Jacoby, die Teilnehmer zu animieren, sich der durch äußere Einflüsse bedingten Fehlentwicklungen bewusst zu werden, das eigene Verhalten zu überdenken und ihre Möglichkeiten und Fähigkeiten zu mobilisieren und neu zu entdecken. Ziel war nicht die Selbstverwirklichung der Erwachsenen, sondern eine Erziehung der Erzieher. Jacoby war der Überzeugung, dass die Erzieher dank der eigenen Nachentfaltung weniger behindernd auf ihre Schützlinge einwirken würden und letztere sich damit kreativer und ungestörter entwickeln könnten.

„Ändern müssten sich Mentalität und Verhalten der lehrenden Erwachsenen, die Einstellung zu den Möglichkeiten des jungen Menschen.“

„Zum Erzieherberuf, zum PflegerInnenberuf, aber auch zum Arztberuf sollte ein Mensch nicht zugelassen werden, bevor er eine Ahnung von der Tragweite der Wirkung seines Zustandes und Verhaltens auf andere hat“

## Werke
- Jenseits von ‚Begabt’ und ‚Unbegabt’: Zweckmäßige Fragestellung und zweckmäßiges Verhalten – Schlüssel für die Entfaltung des Menschen. Einführungskurs 1945. Hrsg. von Sophie Ludwig. Christians Hamburg. 2004/6. Auflage.
- Musik. Gespräche – Versuche 1953-1954. Dokumente eines Musikkurses. Hrsg. von Sophie Ludwig. Erw. Neuausgabe mit Hörbeispielen aus dem Kursgeschehen, zusammengestellt von Rudolf Weber, bearbeitet im Auftrag der Heinrich-Jacoby-Elsa-Gindler-Stiftung. Sieben Hörbeispiele auf einer CD. Christians, Hamburg 2003.
- Jenseits von ‚Musikalisch’ und ‚Unmusikalisch’. Die Befreiung der schöpferischen Kräfte, dargestellt am Beispiele der Musik. Aufsätze und Vorträge aus den Jahren 1924-1927. Hrsg. von Sophie Ludwig. Christians, Hamburg 1995/2. Auflage. ISBN 978-3-7672-0871-1.
- Erziehen – Unterrichten – Erarbeiten. Dokumentation aus Kursen in Zürich 1954/55. Bearb. u. hrsg. von Sophie Ludwig in Verbindung mit der Heinrich-Jacoby/Elsa-Gindler-Stiftung. Christians, Hamburg 1989.